# Max Friedlaender (musikvetenskapsman)
Max Friedlaender, född den 12 oktober 1852 i Brieg, död den 2 maj 1934 i Berlin, var en tysk musikskriftställare.
Friedlaender  utbildade sig hos Manuel Patricio Rodríguez García och Julius Stockhausen till god konsertsångare (bas), studerade musikhistoria under Philipp Spittas ledning samt blev 1887 filosofie doktor, 1894 docent i musikhistoria vid Berlins universitet och 1903 extra ordinarie professor där. 
Ett omfattande arbete av mycken förtjänst är Friedlaenders Das deutsche Lied im 18. Jahrhundert (2 band, 1902). Han utgav vidare reviderade upplagor av Schuberts, Schumanns och Mendelssohns sånger, en samling tyska folkvisor, "Gedichte von Goethe in compositionen seiner Zeitgenossen" (1896) med mera.